# Megalobrama
Megalobrama is een geslacht van straalvinnige vissen uit de familie van eigenlijke karpers (Cyprinidae).

## Soorten
- Megalobrama amblycephala Yih, 1955
- Megalobrama elongata Huang & Zhang, 1986
- Megalobrama mantschuricus (Basilewsky, 1855)
- Megalobrama pellegrini (Tchang, 1930)
- Megalobrama skolkovii Dybowski, 1872
- Megalobrama terminalis (Richardson, 1846)